# 神道集成
神道集成（しんとうしゅうせい）は、徳川光圀の命をうけた今井有順らが編纂した神道書である。有順の死後、門人丸山可澄・津田信貞らが受け継ぎ、元禄１４年（1701年）完成した。

## 内容
巻一の系図から、巻十二の一宮記倭姫世紀に至る。
凡例には「凡そ是の書の始終両部習合の邪説を排して唯一宗源の正道に帰す」とある。